# Charles Howard, 3. hrabě z Carlisle
Charles Howard, 3. hrabě z Carlisle (Charles Howard, 3rd Earl of Carlisle, 3rd Viscount Morpeth, 3rd Baron Dacre of Gillesland) (1669 – 1. května 1738) byl britský státník. Patřil k příbuzenstvu vévodů z Norfolku, kromě řady čestných úřadů byl dvakrát krátce prvním ministrem. Vynikl jako vlastenec a patriot, který ve svých funkcích podporoval rozvoj Anglie. Jako stoupenec whigů patřil k vlivným parlamentním politikům, ale jeho dvojí krátké působení jako prvního ministra bylo jen provizorním řešením v zájmu stabilizace politické situace.

## Kariéra
Patřil k významné šlechtické rodině Howardů, narodil se jako jediný syn 2. hraběte z Carlisle. V letech 1689–1692 byl členem Dolní sněmovny, poté po otci zdědil rodové tituly a vstoupil do Sněmovny lordů (1692; do té doby jako otcův dědic vystupoval pod jménem vikomt Morpeth). V roce 1694 získal místodržitelské úřady v hrabstvích Westmorland a Cumberland, od roku 1693 až do smrti byl také guvernérem v Carlisle. Až krátce před smrtí Viléma III. dosáhl většího vlivu, stal se královským komořím (1700) a v letech 1701–1706 byl náměstkem nejvyššího maršálka království, v letech 1701–1702 byl také starostou v Carlisle. V letech 1701-1702 byl krátce prvním ministrem, od roku 1701 zasedal v Tajné radě, za vlády královny Anny byl členem komise pro sloučení Anglie se Skotskem (1706). Po smrti královny Anny byl členem dočasné místodržitelské vlády (1714) a od května do září 1715 znovu prvním ministrem. Poté zastával již jen čestné posty guvernéra Toweru (1715–1722) a Windsoru (1723–1730). Do smrti zastával výnosný dvorský úřad správce smečky loveckých psů (1730-1738).

## Rodina a majetek

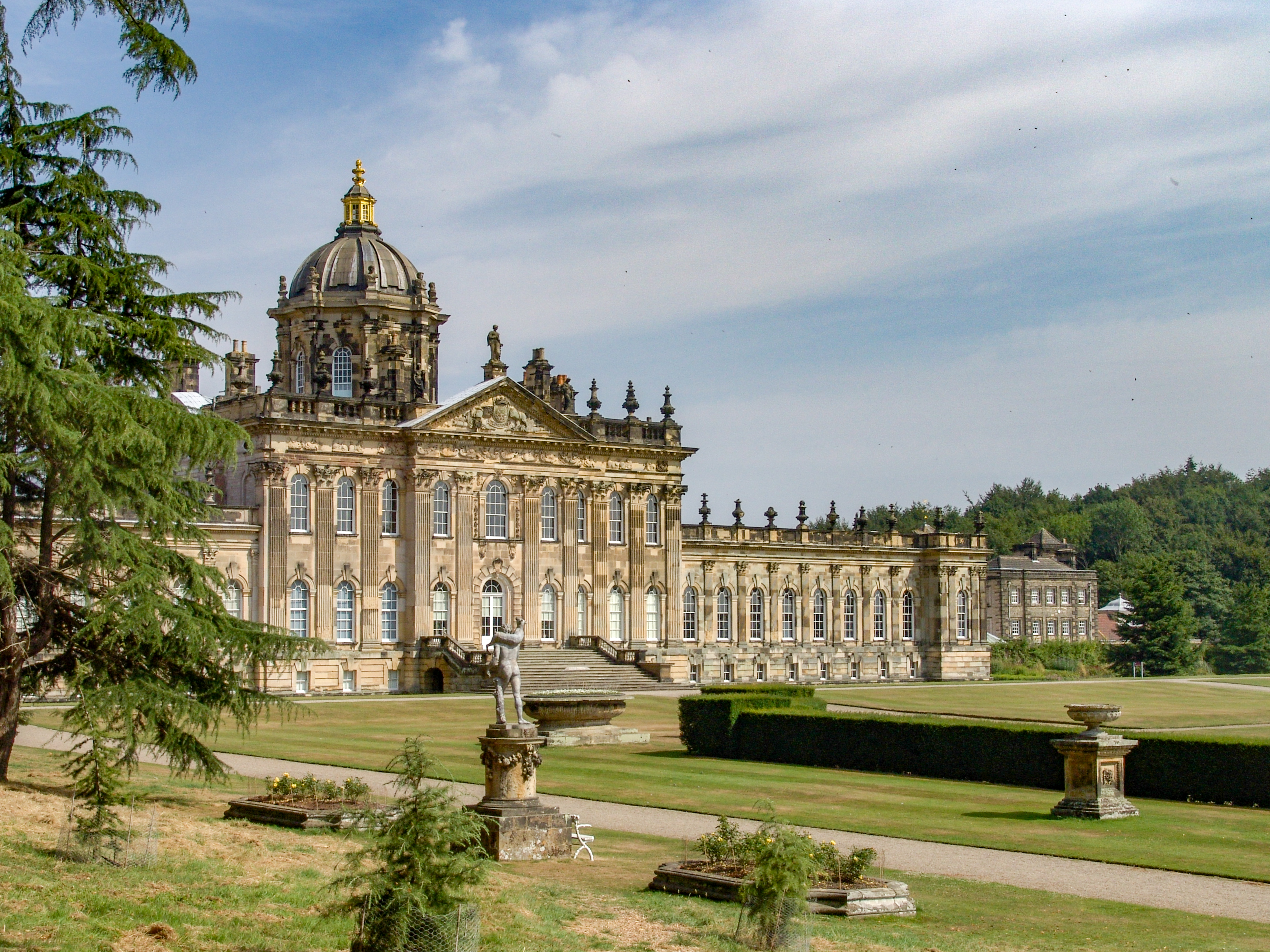
Zámek Howard, hlavní sídlo hrabat z Carlisle

V roce 1688 se oženil s Anne Capell (1667–1752), dcerou 1. hraběte z Essexu. Starší syn Henry Howard (1694–1758) byl dědicem rodových titulů, mladší Charles Howard (1696–1765) sloužil v armádě a dosáhl hodnosti generála. Dcera Elizabeth (1701–1739) se provdala za významného právníka 1. barona Lechmere, po ovdovění se podruhé provdala za Sira Thomase Robinsona, který byl mimo jiné amatérským architektem a projektoval pozdější část přestavby rodového sídla Howardů Howard Castle.
Na svých statcích v Yorku nechal postavit honosné rodové sídlo Castle Howard. Zámek vznikl v letech 1699–1712 podle projektu architekta Johna Vanbrugha.